# N280 (België)
De N280 is een gewestweg in België tussen Rebecq (R21) en Witterzée (N27). De weg heeft een lengte van ongeveer 16 kilometer. Tussen Haut-Ittre en Bois-Seigneur-Isaac wordt de N280 onderbroken door de N28 over een afstand van ongeveer 2 kilometer.
De N280 bestaat uit twee gedeeltes. Het gedeelte tussen Rebecq en Haut-Ittre heeft een lengte van ongeveer 12,5 kilometer en bestaat uit twee rijstroken voor beide rijrichtingen samen. Bij Asquemont (Itter) wordt het Kanaal Charleroi-Brussel gepasseerd.
Het gedeelte tussen Bois-Seigneur-Isaac en Witterzée is ongeveer 3,1 kilometer lang en bestaat ook uit twee rijstroken in beide rijrichtingen samen. 

## Plaatsen langs N280
- Hennuyères
- Virginal-Samme
- Asquemont
- Ittre
- Haut-Ittre
- Bois-Seigneur-Isaac
- Witterzée

## N280a
De N280a is een 2,7 kilometer lange verbindingsweg tussen Haut-Ittre (N280) en Bois-Seigneur-Isaac (N27). De route verloopt via Rue de la Ferme du Pré. De weg is een smalle plattelandsweg en dermate eigenlijk niet geschikt voor het doorgaande verkeer van de N280.